# Mercat de Flor i Planta Ornamental de Catalunya
El Mercat de Flor i Planta Ornamental de Catalunya és un mercat majorista de comercialització de flor i planta ornamental ubicat a Vilassar de Mar i que actua amb la forma jurídica d'una Societat Agrària de Transformació. Està integrat per més de 420 socis i més de 5.000 compradors, reunint tot tipus d'empreses relacionades amb el món de la floricultura i l'horticultura ornamental.

## Antecedents històrics
L'introductor del conreu de la flor tallada a la península Ibèrica fou Beniamino Farina i Ferrari italià que s'establí a Vilassar de Mar el 1921 i feu la primera collita de clavells el 1923. Amb aquesta collita s'inicià la revolució agrícola que portà al Maresme a ser la primera comarca en producció de flor tallada i de planta ornamental.
L'organització del sector s'inicià a partir dels anys trenta, el 1932 el Sindicat de Pagesos de Vilassar de Mar ja tenia una secció dedicada a la floricultura. La primera gran expansió del mercat es va produir cap als anys seixanta, quan la flor del Maresme ascendí amb força en els mercats europeus. Però, des dels anys cinquanta, ja circulava la idea de crear un mercat d'origen per a la comercialització de les flors. El 1952 es farà un primer intent, a l'actual plaça de l'ajuntament de Vilassar de Mar, establint les tardes dels dilluns, dimecres i divendres per a vendre al major. Aquest primer mercat fracassarà. Hi hagué diverses temptatives fins que el 1981 l'Ajuntament de Vilassar de Mar adreçà una carta oberta a tot el sector de la floricultura recolzant públicament l'emplaçament del mercat de flors en el seu terme municipal. Finalment al setembre de 1983 s'inaugurà un mercat provisional en uns terrenys cedits per la Generalitat de Catalunya, de 5.000 metres quadrats. No serà fins al març del 1988 quan s'inauguraran les instal·lacions definitives que coneixem en l'actualitat i que s'han anat ampliant els últims anys.
Cal destacar que els terrenys on ara hi ha el Mercat són casualment els mateixos on l'italià Beniamino Farina i Ferrari feu la primera collita de clavells l'any 1923.

## Demostracions i visites
Per tal d'acostar les noves tendències en art floral als floristes, el Mercat organitza demostracions d'art floral, tallers monogràfics i cursos especialitzats en diferents temes, com són: Sant Valentí, Sant Jordi, el dia de la mare, rams de mà, rams de núvia, etc. per als professionals del sector.
El Mercat també és obert a la visita de grups en hores convingudes. Són molts els grups d'escolars i de gent gran que el visiten cada any. Es fa una visita panoràmica a la gran sala de vendes i es passa un audiovisual informatiu a la sala de subhastes.

## La Gaseta
La Gaseta és la revista mensual en català que edita el Mercat de Flor i Planta Ornamental de Catalunya.